# Агзу
Агзу́ — село в Тернейском районе Приморского края, самый северный населённый пункт Приморья, место компактного проживания самаргинских удэгейцев.
Административный центр и единственный населённый пункт Удэгейского сельского поселения.

## География
Агзу расположено на левом берегу реки Самарга, в северной части Сихотэ-Алиня. Расстояние по реке до села Самарга около 60 километров. По лезовозной дороге через Адими (упразднённое село, ныне порт по вывозу леса) приблизительно 90 км до Самарги. По зимнику до Тернея около 450 километров.

### Климат
Село Агзу приравнено к районам Крайнего Севера.
- Среднегодовая температура воздуха — 1,5 градуса
- Относительная влажность воздуха — 70,6 %
- Средняя скорость ветра — 1,4 м/с

| Показатель                           | Янв.  | Фев.  | Март  | Апр. | Май  | Июнь | Июль | Авг. | Сен. | Окт.  | Нояб. | Дек.  | Год   |
| ------------------------------------ | ----- | ----- | ----- | ---- | ---- | ---- | ---- | ---- | ---- | ----- | ----- | ----- | ----- |
| Абсолютный максимум, °C              | 2,8   | 10,1  | 19,4  | 28,8 | 35,5 | 39,8 | 38,0 | 38,0 | 32,8 | 26,8  | 15,3  | 5,4   | 39,8  |
| Средний суточный максимум, °C        | −11   | −6    | 1,4   | 10,0 | 17,4 | 22,0 | 25,1 | 24,9 | 19,5 | 11,2  | −1    | −9,8  | 9,2   |
| Средняя температура, °C              | −19,1 | −14,9 | −6,4  | 2,6  | 8,9  | 14,1 | 17,9 | 17,7 | 11,6 | 3,3   | −7,6  | −17,4 | 1,0   |
| Средний суточный минимум, °C         | −27,5 | −24,7 | −16,2 | −5   | 0,8  | 6,7  | 11,5 | 11,5 | 4,1  | −4,4  | −15   | −24,8 | −6,3  |
| Абсолютный минимум, °C               | −42,2 | −39   | −32,8 | −19  | −10  | −4   | −1   | −1,7 | −13  | −21,1 | −30   | −37,8 | −42,2 |
| Норма осадков, мм                    | 11    | 10    | 20    | 27   | 40   | 50   | 60   | 78   | 60   | 40    | 22    | 13    | 430   |
| Источник: Архив климатических данных |       |       |       |      |      |      |      |      |      |       |       |       |       |

## Население
| 2002 | 2005 | 2010 | 2011 | 2012 | 2013 | 2014 |
| ---- | ---- | ---- | ---- | ---- | ---- | ---- |
| 190  | ↘186 | ↘182 | ↘181 | ↘177 | →177 | ↘172 |
| 2015 | 2016 | 2017 | 2018 | 2019 | 2020 |      |
| ↗173 | ↘170 | ↘161 | →161 | ↘153 | ↘149 |      |

Население села — 171 человек (2005), из них около 140 — удэгейцы.

## Улицы
| - ул. Крючкова, - ул. Лесная, - ул. Советская, - ул. Таёжная, | - ул. Центральная, - ул. Школьная, - ул. Яблонского. |

## Транспортное сообщение
Агзу — один из самых изолированных населённых пунктов края, добраться до него можно лишь на вертолёте, по реке Самарга или по лесовозной дороге из села Самарга. Дороги, которая связала бы поселок с ближайшим к нему поселением Перетычиха, где начинается автомобильная дорога, нет, хотя в советское время подобный проект разрабатывался. Регулярный вертолётный рейс из районного центра Терней производятся по вторникам при наличии лётной погоды. Существуют также планы прокладки лесовозной дороги, связывающей бассейны рек Самарга и Сукпай Хабаровского края.
После открытия на мысе Адими́ лесопогрузочного пункта, появился ещё один способ добраться до Агзу. Из посёлка Пластун до мыса Адими несколько раз в месяц ходит т/х «Владимир Голузенко», который берет пассажиров, имеющих прописку в Тернейском районе. Мыс Адими́ расположен в 15 км севернее посёлка Самарга, откуда в Агзу проложена дорога.

## Инфраструктура
В селе есть средняя школа, фельдшерский пункт, метеостанция и несколько торговых точек. Агзу известно также местным удэгейским ансамблем «Кункай», созданным в 1980 году.

## В культуре
В 1987 году про Агзу был снят фильм «Там, где течёт Самарга».